# Nahida Touhami
Nahida Touhami, född 10 februari 1978, är en algerisk friidrottare. Hon deltog vid olympiska sommarspelen 2004 och olympiska sommarspelen 2008.